# Primo Segretario del Partito Comunista di Cuba
Il Primo Segretario del Comitato centrale del Partito Comunista di Cuba (in spagnolo Primer Secretario del Comité Central del Partido Comunista de Cuba) è il leader de facto di Cuba. Il Primo Segretario è il membro più importante del Partito Comunista di Cuba che del Politburo, il corpo decisionale più importante di Cuba, che rende tale soggetto la persona con più potere nel governo cubano. Negli stati comunisti il Primo o Segretario generale è tipicamente il leader de facto del paese più importante di altri ufficiali statali tra cui il Presidente (Capo di Stato) e il Primo ministro (Capo del Governo), quando queste carica sono tenute da diversi individui. Dal 1961 al 2011 la carica è stata detenuta da Fidel Castro, che era allo stesso tempo Primo ministro di Cuba e fino al 2008 Presidente del Consiglio di Stato. Miguel Díaz-Canel, che è Presidente di Cuba dal 2019, è stato eletto Primo Segretario del Partito Comunista il 19 aprile 2021 succedendo a Raúl Castro che aveva detenuto la medesima carica dal 2011 al 2021. La carica è stata istituita in imitazione del Primo Segretario del Partito Comunista dell'Unione Sovietica, carica detenuta inizialmente da Nikita Chruščëv e poi brevemente da Leonid Brežnev.

## Lista dei Segretari

### Segretario generale del Comitato centrale del Partito Comunista di Cuba (1925-1939)
- José Miguel Pérez (20 agosto 1925[4] - 1925)
- José Peña Vilaboa (1925 - 1926)
- Jorge Vivo        (1927 - agosto 1933)
- Blas Roca Calderío (dicembre 1933 - 1939)

### Segretario generale del Comitato centrale dell'Unione Comunista Rivoluzionaria (1939-1944)
- Blas Roca Calderío (1939 - 1944)

### Segretario generale del Comitato centrale del Partito Socialista Popolare (1944-1961)
- Blas Roca Calderío (1944 - 24 giugno 1961)

### Primo Segretario delle Organizzazioni Rivoluzionarie Integrate (1961-1962)
- Fidel Castro (luglio 1961 - 26 marzo 1962)

### Primo Segretario del Comitato centrale del Partito Unito della Rivoluzione Socialista di Cuba (1962-1965)
- Fidel Castro (26 marzo 1962 - 3 ottobre 1965)

### Primo Segretario del Comitato centrale del Partito Comunista di Cuba (1965-oggi)
- Fidel Castro (3 ottobre 1965 - 19 aprile 2011)[5]
- Raúl Castro (19 aprile 2011 - 19 aprile 2021)
- Miguel Díaz-Canel (19 aprile 2021 - in carica)